# Röhr 8

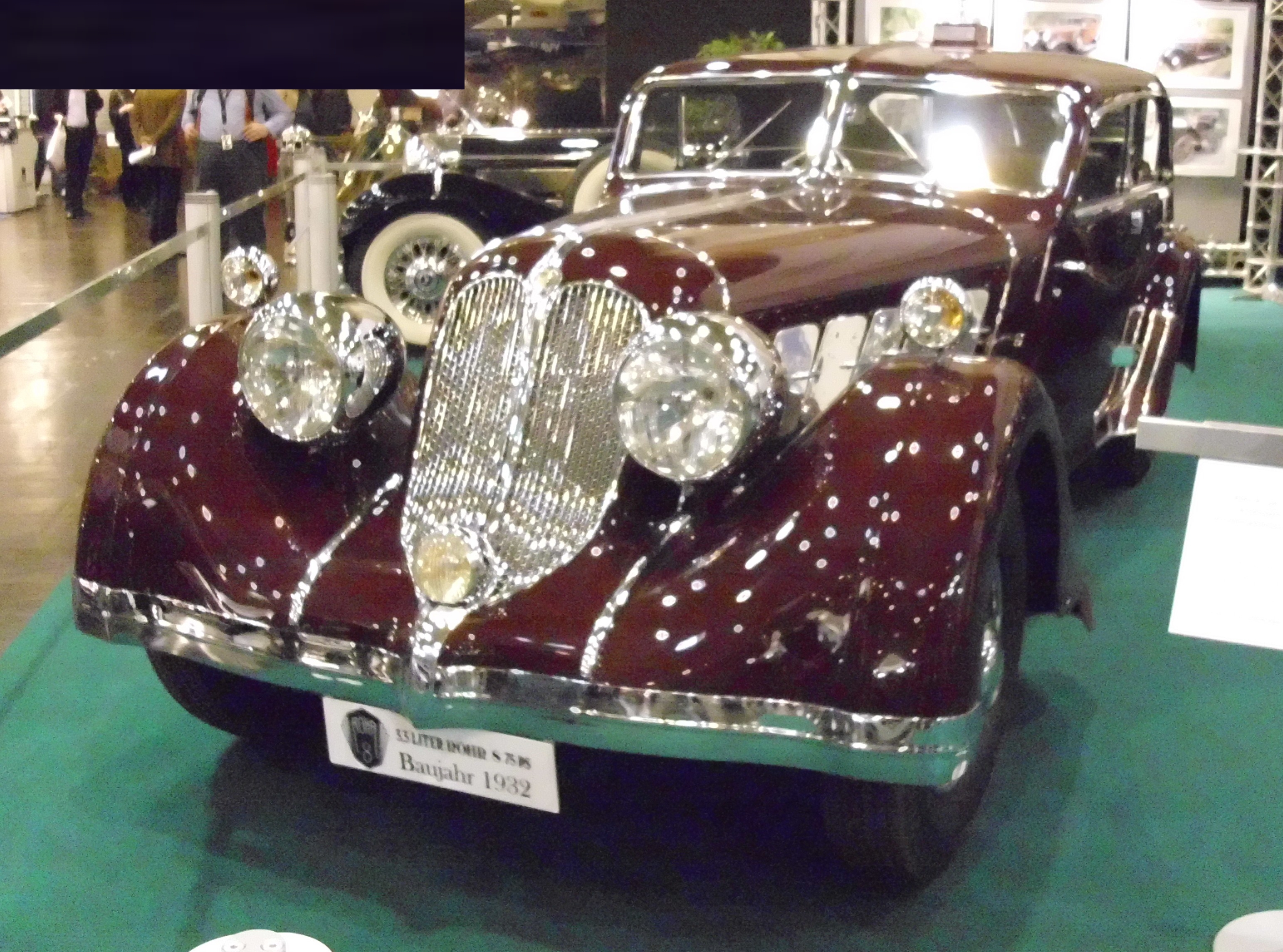
Röhr 8 Typ F Stromlinienlimousine von Autenrieth von 1932

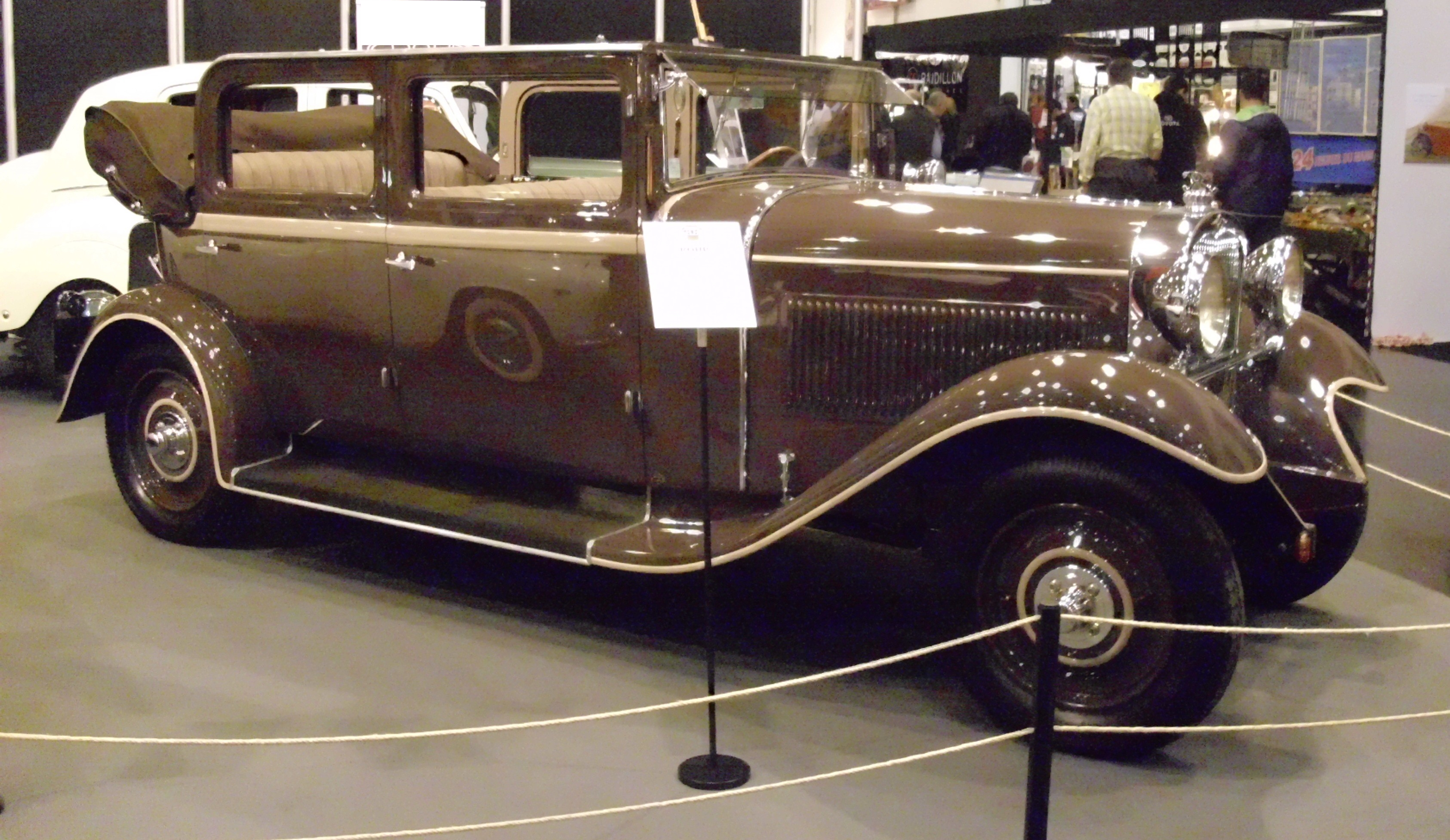
Röhr 8 Typ RA Cabriolimousine von Autenrieth von 1931

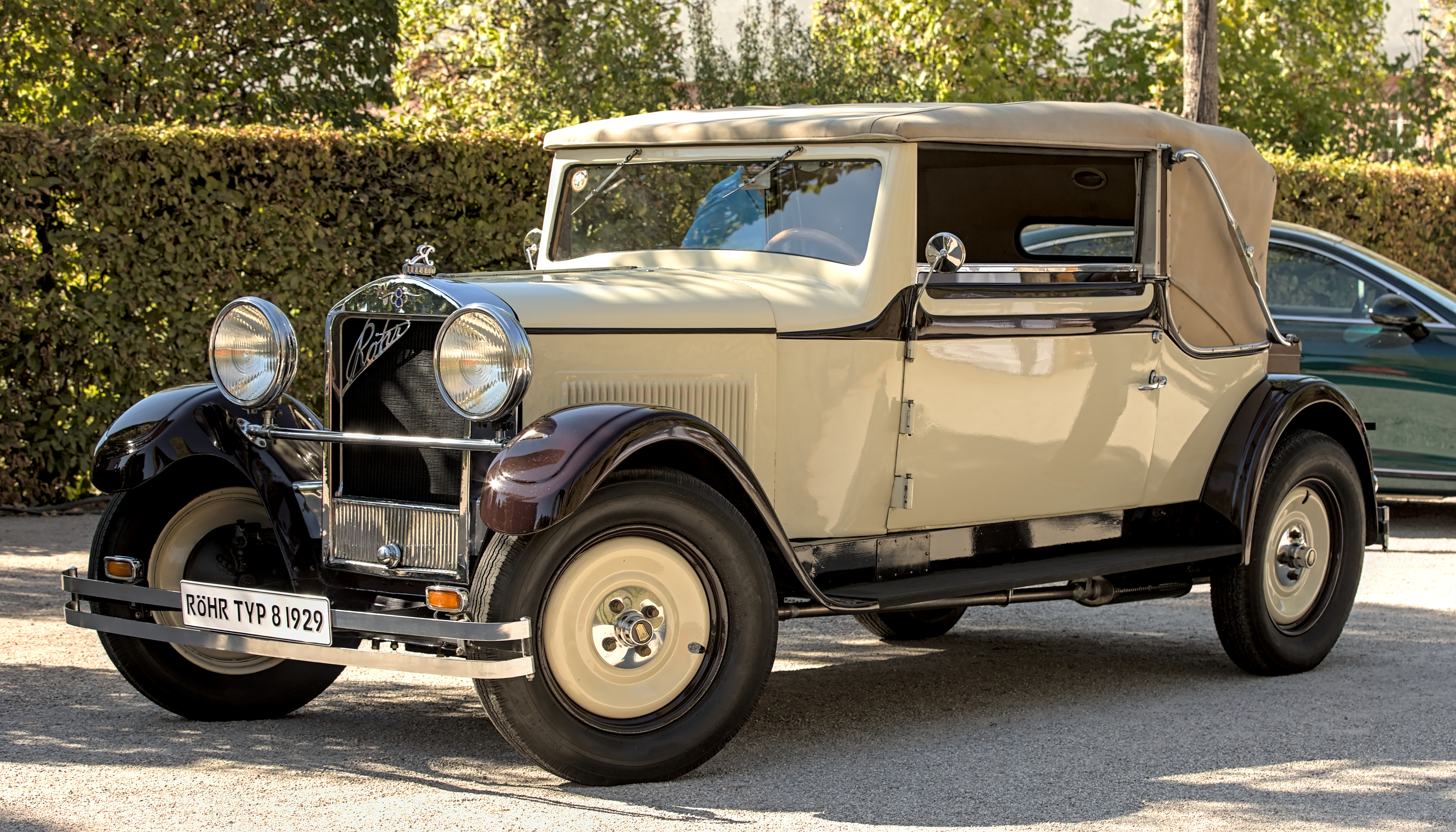
Röhr 8 Typ R von 1929

Röhr-8-Logo

Der Röhr 8 ist ein Pkw der oberen Mittelklasse, den die Röhr Auto AG 1927 herausbrachte. Das Modell zeichnete sich durch eine besonders gute Straßenlage aus, die auf die hintere Schwingachse (Pendelachse) und den langen Radstand zurückzuführen war. Die Hinterachse lag noch hinter der hinteren Sitzbank.

## Beschreibung
Die Vorderräder hingen an einer achslosen Konstruktion mit zwei Querblattfedern. Hinten war es eine Schwingachse mit Ausleger-Halbfedern. Das Fahrzeug hatte einen vorn eingebauten Achtzylinder-OHV-Reihenmotor, der über ein 3-Gang-Getriebe die Hinterräder antrieb. Im Gegensatz zum Fahrwerk konnte der 2-Liter-Motor des ersten Typs R 8/40 PS nicht überzeugen: Er neigte bei bestimmten Drehzahlen zu Resonanzschwingungen und verbrauchte sehr viel Benzin und vor allen Dingen Öl. Zudem war die Motorleistung des Wagens mit 40 PS enttäuschend. Bis 1928 entstanden nur ca. 100 Exemplare.
1928 wurde der Motor überarbeitet: Sein Hubraum stieg auf 2,3 Liter und die Leistung auf 50 PS. Dieser Typ nannte sich Röhr 8 Typ R 9/50 PS. Das Ergebnis war etwas besser, aber der entscheidende Durchbruch auf dem Markt blieb aus. Bis 1930 sind etwa 1000 Exemplare gefertigt worden.
1930 wurde der gesamte Wagen modernisiert: Bei einer weiteren Vergrößerung des Motors auf 2,5 Liter Hubraum und 55 PS wurden die Zylinder um 10° V-förmig gegeneinander versetzt (VR-Motor), was trotz größerer Bohrung nicht zu größerer Baulänge führte (Dasselbe Prinzip wendete Volkswagen Anfang der 1990er Jahre bei den Modellen Passat VR6 und Golf VR6 an). Zudem wurde die Karosserie wesentlich verlängert und verbreitert. Der neue Röhr 8 Typ RA 10/55 PS ließ sich dennoch nicht besser verkaufen, sodass Hans Gustav Röhr 1931 Konkurs anmelden musste. Die danach vom schweizerischen Röhr-Generalvertreter Joos Andreas Heintz gegründete Neue Röhr AG ließ den Wagen noch bis 1933 weiterbauen, es entstanden aber insgesamt nicht mehr als 350 Exemplare.
Der neue Eigentümer ließ daraufhin von Ferdinand Porsche einen völlig neuen Wagen konstruieren. Porsche hatte bereits fertige Konstruktionsunterlagen aus einem Auftrag von Wanderer vorliegen, die jedoch dort keine Verwendung fanden. 1933 erschien der Röhr 8 Typ F 13/75 PS. Bei erneut vergrößerten Außenmaßen bot er einen 3,3-Liter-Motor mit 75 PS, der nun endlich die Fahrleistungen erreichte, die von einem Achtzylinderwagen erwartet wurden. Dennoch wurden bis 1934 nur 250 Wagen ausgeliefert. Die Karosserie fertigte Gläser-Karosserie in Dresden.
Für diejenigen Kunden, die noch mehr Leistung wünschten, erschien 1934 der Röhr Olympier Typ FK 13/75/100 PS. Er hatte den gleichen Motor wie der Typ F, jedoch mit einem zuschaltbaren Zoller-Kompressor. Die Vorderräder wurden auf beiden Seiten mit zwei Schwinghebeln geführt, die Federung übernahmen zwei quer liegende Torsionsstäbe – erstmalige Anwendung dieses Prinzips in einem Serienwagen. Durch die aufwendige Konstruktion wurde der Wagen allerdings sehr teuer (14.500- bis 16.500 Reichsmark). Nach Auslieferung von ca. 20 Wagen wurde die Fertigung des Röhr 8 noch im gleichen Jahr 1934 eingestellt.

## Technische Daten

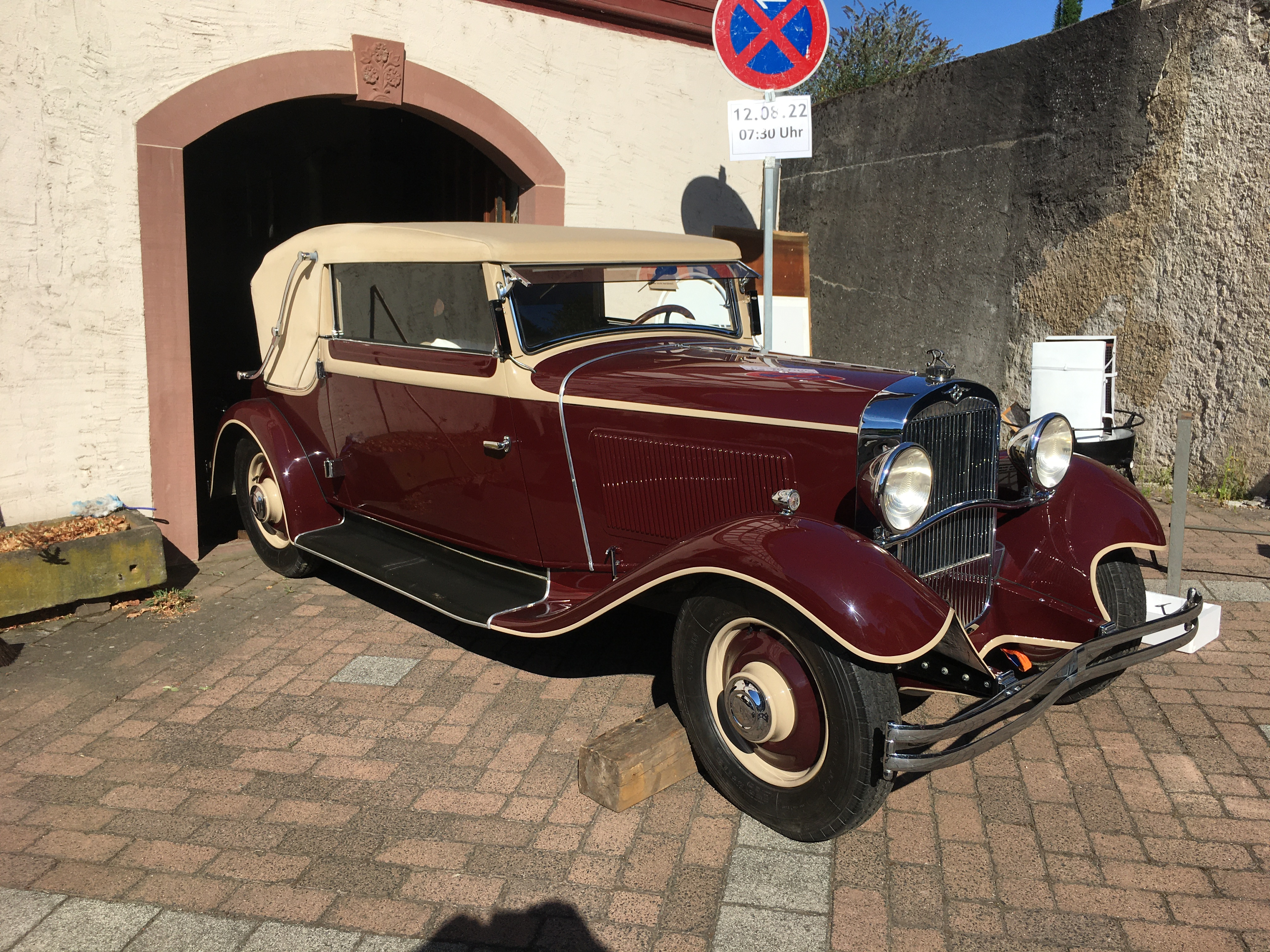
Röhr 8 des Museum Ober-Ramstadt

| Typ                   | 8 (8/40 PS)         | 8 Typ R (9/50 PS)   | 8 Typ RA (10/55 PS) | 8 Typ F (13/75 PS)  | Olympier Typ FK (13/75/100 PS) |
| Bauzeitraum           | 1927–1928           | 1928–1930           | 1930–1933           | 1933–1934           | 1934                           |
| Aufbauten             | L4, Cb4             | L4, Cb4, Cb2, R2    | L4, Cb4, Cb2        | L4, PL4, Cb4, Cb2   | L4, PL4, Cb2                   |
| Motor                 | 8 Zyl. Reihe 4 Takt | 8 Zyl. Reihe 4 Takt | 8 Zyl. Reihe 4 Takt | 8 Zyl. Reihe 4 Takt | 8 Zyl. Reihe 4 Takt            |
| Ventile               | hängend (OHV)       | hängend (OHV)       | hängend (OHV)       | hängend (OHV)       | hängend (OHV)                  |
| Bohrung × Hub         | 58 mm × 94 mm       | 60 mm × 100 mm      | 63 mm × 100 mm      | 69,6 mm × 108 mm    | 69,6 mm × 108 mm               |
| Hubraum               | 1980 cm³            | 2246 cm³            | 2496 cm³            | 3287 cm³            | 3287 cm³                       |
| Leistung (PS)         | 40                  | 50                  | 55                  | 75                  | 75 (100)                       |
| Leistung (kW)         | 29                  | 37                  | 40                  | 55                  | 55 (74)                        |
| Verbrauch             | 14 l / 100 km       | 14 l / 100 km       | 15 l / 100 km       | 17 l / 100 km       | 22 l / 100 km                  |
| Höchstgeschwindigkeit | 90 km/h             | 100 km/h            | 100 km/h            | 120 km/h            | 135 km/h                       |
| Leergewicht           | 1030 kg             | 1080 kg             | 1400 kg             | 1600–1700 kg        | 1640–1740 kg                   |
| Zul. Gesamtgewicht    | 1530 kg             | 1580 kg             | 1950 kg             | 2200–2300 kg        | 2240–2340 kg                   |
| Elektrik              | 6 Volt              | 6 Volt              | 6 Volt              | 6 Volt              | 6 Volt                         |
| Länge                 | 4255 mm             | 4255 mm             | 4600 mm             | 4700 mm             | 4700 mm                        |
| Breite                | 1610 mm             | 1610 mm             | 1690 mm             | 1750 mm             | 1750 mm                        |
| Höhe                  | 1650 mm             | 1650 mm             | 1650 mm             | 1650 mm             | 1650 mm                        |
| Radstand              | 3055 mm             | 3055 mm             | 3155 mm             | 3235 mm             | 3235 mm                        |
| Spur vorne / hinten   | 1350 mm / 1350 mm   | 1350 mm / 1350 mm   | 1350 mm / 1350 mm   | 1400 mm / 1400 mm   | 1420 mm / 1420 mm              |
| Wendekreis            |                     |                     | 11 m                | 12,4 m              | 12,4 m                         |

- L4 = 4-türige Limousine
- PL4 = 4-türige Pullman-Limousine
- Cb4 = 4-türiges Cabriolet
- Cb2 = 2-türiges Cabriolet
- R2 = 2-türiger Roadster